# إريكسو ملكة قورينائية
إريكسو Eryxo (الاسم اليوناني: Ἐρυξώ ؛ ازدهر القرن السادس قبل الميلاد) كانت امرأة ليبية، كانت ملكة مملكة قورينائية وكانت عضوًا في سلالة بيتاد، العائلة التي حكمت مملكة قورينائية. من المصادر القديمة، يبدو أنها أول ملكة مذكورة من الأسرة الحاكمة.

## الحياة
كانت إريكسو الابنة الوحيدة وأصغر طفل لأميرة مملكة قورينائية كريتولا وكان والدها من نبلاء قورينا لا يعرف اسمه. قُتل والدها في عام 550 قبل الميلاد، على يد ليرخوس الذي أصبح منافسًا لملك سيرينا أركسيلاوس الثاني. يقول عنه فولطرخس أن شقيقها الأكبر كان يسمى بولياركوس وايضا لديها أخوة آخرين، لكن المؤرخ لا يذكر أسمائهم. كان جدها لأمها ثاني ملك لمملكة قورينائية هو أركسيلاوس الأول، لكن جدتها لأمها غير معروفة. من خلال والدتها، كانت ابنة للملك الأول ومؤسس مملكة قورينائية باتوس الأول 

## تاريخ الزواج
قبل 560 قبل الميلاد، تزوجت من ابن عمها أركسيلاوس الثاني ملك مملكة قورينائية، الذي كان ابن باتوس الثاني ملك مملكة قورينائية الذي كان عمها أيضا. كان لدى إريكسو وأركسيلاوس ابنًا يدعى باتوس الثالث. 
يقول عنه فولطرخس بأنها «امرأة نبيلة ومتواضعة ومهذبة».

## الخلافة
توفي باتوس الثاني عام 560 قبل الميلاد. أصبح زوجها أركسيلاوس الثاني الملك الجديد. كان في ذلك الوقت مستشار ل أركسيلاوس الثاني يدعى ليرخوس، الذي قتل والدها. كان ليرخوس أيضا يتآمر سرا ضد أركسيلاوس للإطاحة به. عندما اكتشف أركسيلاوس أن ليرخوس كان يتآمر ضده، أمر بنفي ليرخوس وأنصاره من مملكة قورينائية. في المقابل، انتهى ليرخوس وأركسيلاوس وأنصارهم في صراع على السلطة أدى إلى هزيمة أركسيلاوس الثاني وأنصاره والجيش القيروانيائية في لوكين موقع غير معروف. وبعد المعركة تسمم الملك اركسيلاوس وات ليرخوس وخنق الملك اركسيلاوس بالقرب من موقع لوكين وبعد فوزه على اركسيلاوس. عاد ليرخوس إلى قورينا عاصمة مملكة قورينائية منتصرًا على أمل أن يصبح ملكًا. أصبح ليرخوس ملكًا تحت ذريعة كاذبة، كان يحمي باتوس الثالث الابن، على الرغم من أن باتوس كان في ذلك الوقت شابًا. كان ليرخوس يتظاهر بخادم المتواضع للملكة إريكسو، محاولًا إظهار بعض الكرامة لـ باتوس واريكسو، على أمل أن يتزوج من الملكة اريكسو. أراد ليرخوس أيضًا أن يكون باتوس الثالث مساعدًا له. كانت أريكسو تستشير إخوتها وفي النهاية أرادت رؤية ليرخوس وأعطت انطباعًا، أرادت أن تتزوجه. أرسلت خادمة لها إلى ليرخوس وقالت له أن يأتي إليها في الليل حيث يمكن أن يتم الزواج. شعر ليرخوس بسعادة غامرة بسبب الأخبار التي مفاده ان الملكة اريكسو تريد الزواج منه وجاء ليرخوس عندما كانت الملكة اريكسو جاهزًاتا. كان هذا عندما كان اريكسو الملكة وبولياركوس يخططان لقتل ليرخوس انتقاما لموت والدهما وزوجها واركسيلاوس. مع شابين كان لديهم سيوف في أيديهم كانوا ينتظرون ويختبئون سراً في غرفة نومها.

## موت ليرخوس
طلبت الملكة اريكسو من ليرخوس القدوم إلى غرفة نومها وجاء ليرخوس دون مراقبة إلى غرفة اريكسو الملكة. عندما دخل، سقط الشبان على ليرخوس وطعنو سيوفهم عبر جسده ومات ليرخوس. ثم تم رمي جثة ليرخوس وأخرج بولياركوس شقيق اريكسو الابن باتوس الثالث وأعلنه الملك الجديد. حكم باتوس 550 ق.م - 530 ق.

## عهد باتوس الثالث
عندما أعلن باتوس ملكًا، كان الجنود الذين خدموا الفرعون المصري أحمس الثاني حاضرين. كان أحمس الثاني حليفا للراحل ليرخوس. في الانتقام لموت ليرخوس وكذلك الانتقام من معركة بئر تايتس التي خساره، أراد أحمس الثاني أن يعلن الحرب على القيروانيين وقد أرسل الفرعون رسلًا إلى العائلة المالكة حول هذا الأمر. في هذا الوقت، توفت والدة أحمس الثاني وكان أحمس الثاني يعد جنازتها. قرر بولياركوس السفر إلى مصر لتقديم تعازيه إلى الفرعون أحمس الثاني. لم تسمح اريكسو وكريتولاو لـ بولياركوس بالسفر بمفردها وسافروا معه، من أجل إنقاذ مملكة قورينائية من حرب جديدة مع الفرعون أحمس الثاني عندما وصل الثلاثة إلى بلاط الفرعون المصري وقدموا تعازيهم ل أحمس الثاني. لم يفعل أحمس الثاني الكثير ليثني على عفة وثبات الثلاثة، لذلك كرم والدة بولياركوس وأخته بالهدايا والحضور الملكي الذي أعاد أحمس الثاني الثلاثة إلى قورينا عاصمة المملكة. قام أحمس الثاني بسحب جنوده من برقة. مصير إريكسو بعد ذلك غير معروف.